# Masatoshi Nakayama
Masatoshi Nakayama (中山 正敏 Nakayama Masatoshi, 13 tháng 4 năm 1913 – 15 tháng 4 năm 1987) [a] là một bậc thầy nổi tiếng thế giới người Nhật trong môn võ  Shotokan karate. Ông hỗ trợ việc thành lập Tổ chức Japan Karate Association (JKA) năm 1949, và viết nhiều sách giáo khoa về karate, điều giúp phổ biến môn võ của ông. Trong gần 40 năm, cho đến khi qua đời năm 1987,  Nakayama hoạt động để mở rộng Shotokan karate ra toàn thế giới. Ông là võ sư đầu tiên trong trường phái Shotokan đạt được mức dan khi còn sống, và 10 dan sau khi chết.

## Thiếu thời
Nakayama sinh ngày 13 tháng 4 năm 1913, tại quận Yamaguchi của Nhật Bản. Ông xuất thân từ dòng tộc suy thoái Sanada, người được biết đến như 1 võ sư kenjutsu, từ vùng Nagano. Ông của Nakayama là Naomichi Nakayama, một bác sĩ phẫu thuật ở Tokyo, người cũng là người cuối cùng trong gia đình dạy kenjutsu. Cha của Nakayama là Naomichi Nakayama, một bác sĩ quân đội và một Judoka (người luyện tập judo). Cha của ông được điều động đến Taipei, Nakayama dành một ít năm quan trọng ở đó. Ngoài việc học ở trường, ông tập luyện kendo, trượt tuyết, bơi lội, quần vợt và chạy bộ.
Nakayama vào Đại học Takushoku vào năm 1932 để nghiên cứu ngôn ngữ Trung Quốc, và bắt đầu luyện tập karate dưới sự hướng dẫn của Gichin Funakoshi và con trai Yoshitaka (còn được gọi là Gigō). Ban đầu, anh dự định sẽ tiếp tục tập luyện môn kendo, nhưng do đọc sai lịch và đến khi có lớp karate – và thấy hứng thú với những gì mình thấy, cuối cùng tham gia câu lạc bộ đó. Nakayama tốt nghiệp Đại học Takushoku năm 1937. Cùng năm đó, ông du lịch đến Trung Quốc với tư cách là thông dịch viên quân sự trong thời gian Nhật Bản chiếm đóng Trung Quốc. Vào thời điểm Thế chiến II bắt đầu, Nakayama đã đạt được cấp bậc 2 dan. Nakayama trở lại Nhật Bản vào tháng 5 năm 1946, sau chiến tranh.

## Hiệp hội Karate Nhật Bản(Japan Karate Association)
Vào tháng 5 năm 1949, Nakayama, Isao Obata và các đồng nghiệp khác đã giúp thành lập Hiệp hội Karate Nhật Bản (JKA). Funakoshi là người đứng đầu chính thức của tổ chức, còn Nakayama được bổ nhiệm làm Huấn luyện viên chính. Đến năm 1951, Nakayama được thăng lên 3 dan, và ông giữ 5 dan vào năm 1955. Năm 1956, làm việc với Teruyuki Okazaki, ông đã tái cấu trúc chương trình đào tạo karate Shotokan để theo kịp phương pháp karate truyền thống và phương pháp được phát triển trong khoa học thể thao hiện đại. Năm 1961, Nakayama  được trao 8th dan – một sự kiện đáng lưu tâm, là phần có do hệ thống đồng lòng về việc thăng dan cao hơn ở Nhật thời điểm đó, theo Pat Zalewski. Nakayama thiết lập kata (mẫu) và kumite (sparring) như những quy tắc thi đấu thể thao. Các võ sinh của võ đường lớn JKA này đạt được thắng lợi vượt bậc một loạt giải đấu từ năm 1950 và 1960.
Nakayama được biết đến rộng rãi vì đã làm việc để truyền bá Shotokan karate trên toàn thế giới. Cùng với cáchuấn luyện viên cao cấp khác, ông đã thành lập chương trìnhđào tạo huấn luyện viên JKA. Nhiều võ sư tốt nghiệp của chương trình này đã được gửi đi khắp thế giới để thành lập cácvõ đường trực thuộc Shotokan mới và tăng thành viên. Nakayama cũng làm việc trong khoa Giáo dục thể chất của Đại học Takushoku, bắt đầu vào năm 1952, và sau này trở thành trưởng khoa. Ông cũng đứng đầu nhóm trượt tuyết tại trường đại học.

## Cuối đời
Vào năm 1972, Nakayama, với sự giúp đỡ của một trong những học trò của mình, Hirokazu Kanazawa, đã thiết lập một võ đường riêng dưới tầng hầm của tòa nhà chung cư của mình, đặt tên là "Hoitsugan". Võ đường này nằm ở Ebisu, Tokyo, cách không xa võ đường JKA honbu (trụ sở chính). Môn sinh karate nước ngoài sống tại các phòng tập thể và luyện tập tại võ đường từ đầu những năm 1970.
Sau sự thăng tiến nhanh về cấp bậc trong những năm 1950, Nakayama vẫn giữ 8th dan trong năm 1974.. Ông được phong 9th dan những năm 1980, trở thành võ sư Shotokan đầu tiên được trao cấp bậc này khi còn sống. Nakayama tiếp tục dạy Shotokan karate cho đến khi qua đời vào ngày 15 tháng 4 năm 1987, tại Tokyo, Nhật Bản.

## Di sản
Nakayama viết nhiều sách về karate, gồm một bộ 11 quyển Best Karate. Ông cũng có nhiều bộ phim tôn vinh ông. Những tác phẩm của Nakayama gồm:: Practical Karate: A guide to everyman's self-defense (1963, đồng tác giả), Practical Karate: Defense against an unarmed assailant (1963, đồng tác giả), Best Karate: Comprehensive (1977), và Dynamic Karate (1986). Học giả võ thuật Donn Draeger là một trong những đồng tác giả nổi tiếng của Nakayama.
Sau khi Nakayama qua đời năm 1987,  hiệp hội JKA phân hai, điều sau này đưa tới rạn nứt lớn hơn trong tổ chức này. Nhiều huấn luyện viên JKA cao cấp bỏ đi tự lập tổ chức riêng, trong đó có International Shotokan Karate Federation (Teruyuki Okazaki), Japan Karate Shotokai (Tetsuhiko Asai), Japan Shotokan Karate Association (Keigo Abe), Shotokan Karate International Federation (Hirokazu Kanazawa), Japan Karate Association / World Federation America (Shojiro Koyama) và America and Karatenomichi World Federation (Mikio Yahara).